# Arthur Meyer
Arthur Meyer (Le Havre, 1844-París, 1924) fue un editor y periodista francés

## Biografía
Arthur Meyer fue el director de Le Gaulois, prestigioso diario conservador y mundano que fue absorbido por Le Figaro, entonces dirigido por François Coty, en 1929. Personaje fuera de normas, ineludible en la encrucijada de la vida mundana, de la prensa y la política bajo la III República. Nieto de rabino, nacido en una modesta familia judía se convirtió en monárquico, antipartidario de Dreyfus y católico.
En 1882, Arthur Meyer, que contrató dos años antes a Octave Mirbeau como secretario, repite definitivamente el periódico Le Gaulois, que había sido fundado en julio de 1868 por Edmond Tarbé des Sablons y Henry de Pène, y de hecho el gran diario mundano de la nobleza y de la alta burguesía. Con título elitista, Le Gaulois tenía una edición relativamente pobre, entre 20 y 30 mil ejemplares, pero con influencia efectiva. Fue el primer periódico en editar una crónica sobre cine, en marzo de 1916. De junio de 1897 a agosto de 1914, Le Gaulois del domingo fue el suplemento literario semanal del periódico y proponía numerosos seriales (fue en Le Gaulois del domingo que apareció Locus Solus de Raymond Roussel).

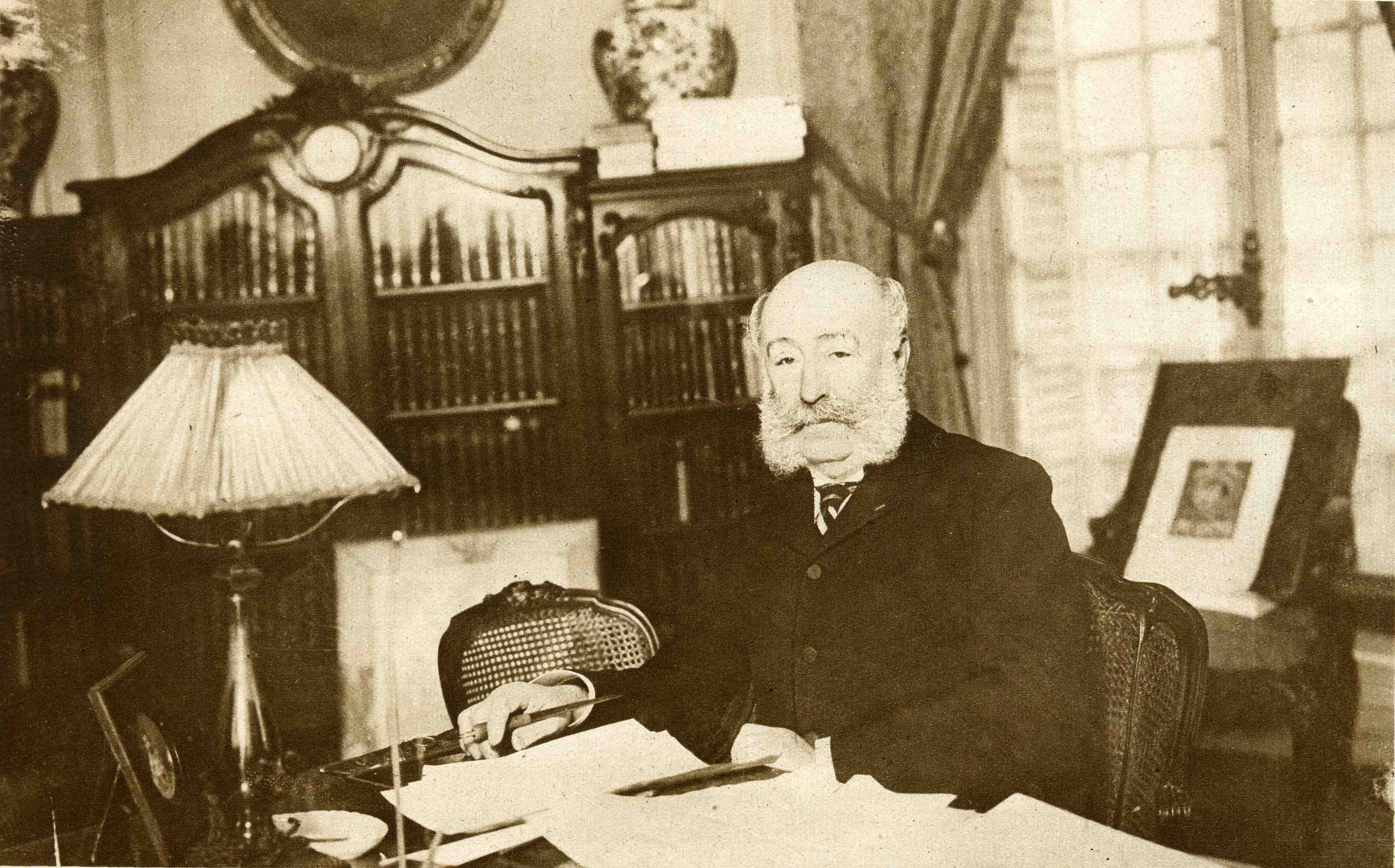
M. Arthur Meyer en su gabinete de trabajo (1914).

En 1881, Meyer tuvo la idea de presentar a las personalidades del momento en forma de maniquíes de cera, lo que permitía a los visitantes, en una época cuando la fotografía todavía no se estilaba en la prensa, de poder verles los rostros a los personajes de la actualidad. Era el principio del Museo Grévin, que abrió sus puertas el 5 de junio de 1882 y se encontró en seguida con el éxito.
En 1888, Arthur Meyer apoyó al general Boulanger y conspiró junto con la duquesa de Uzès por la vuelta de la monarquía. Se batió a duelo con Édouard Drumont, que lo insultó por sus orígenes judíos en La Francia judía, pero sostuvo la culpabilidad del capitán Alfred Dreyfus. Se convirtió al catolicismo en 1901, sin dejar de ser el blanco del movimiento nacionalista y antisemita francés Action Française. Se casó con edad avanzada, en 1904, con una joven aristócrata, Mlle. de Turenne, y murió en 1924

## Obras
- Ce que mes yeux ont vu (1911)
- Ce que je peux dire (1917)